# クー・テクバ
クー・テクバ(英語:Tan Sri Khoo Teck Puat;中国語:邱德拔、1917年1月13日 - 2004年2月21日)は、マレーシア、オーストラリア、シンガポールの実業家。マレーシアのメイバンクの創業者であり、シンガポールのグッドウッド・パーク・ホテルの所有者であった。

## 来歴
1930年までシンガポールの学校で学ぶ。1933年よりオーバーシー・チャイニーズ銀行に銀行員として就職、頭取となったのち、1958年に同銀行を退職した。1960年にメイバンクを創業。1963年にシンガポールのグッドウッド・パーク・ホテルを買収した。
政治キャリアとしては、1964年から1965年まで、マレーシア連邦議会の上院議員を務めた。
実業界に戻ったクーは、シンガポールにおけるグッドウッド・パーク・ホテルなどメイバンク所有の不動産の買収(1968年)、ブルネイにおける銀行設立とその運営(1960-80年代)、オーストラリアにおけるホテル買収(1981年)、スタンダードチャータード銀行の株式取得(1986年)などを手がけた。
2004年2月、Mount Elizabeth Hospitalで心臓発作にて死去した。死去した時点で、26億シンガポール・ドルの資産があった。

## 慈善活動
- 1990年、政府のチャリティー基金に1,000万シンガポール・ドルの寄付を行った。
- シンガポールに彼の名を冠した邱德拔医院がある。[4]

## 人物
- 国籍の変遷
  - マレーシア国籍 (1957–1981年)
  - オーストラリア国籍 (1981–1994年)[5]
  - シンガポール国籍(1994–2004年)[6]